# Égreneuse à rouleau
L'égreneuse à rouleau (en anglais roller gin) est une ancienne machine agricole, l'une des premières égreneuses à coton, qui permettait de séparer les fibres de coton des graines qui les portent. Elle est composée d'un rouleau garni d'un cuir strié. Les fibres du coton s'accrochent dans les stries et sont entrainées par la rotation du rouleau, tandis qu'un couteau métallique détache les graines des fibres.

## Histoire
Cette machine a été inventée en 1778 en Géorgie par l'Anglais Kinsey Burden, planteur de coton en Caroline du Sud.
Le roller gin de Kinsey Burden est alors une machine qui permet quelques progrès en rapidité, car elle permet de traiter environ 20 livres de coton par jour, par une seule personne.
C'est une des premières inventions importantes de l'histoire de la culture du coton. Par la suite, elle sera améliorée par les planteurs de coton exilés dans l'archipel des Bahamas dans les années 1780, pendant la guerre d'indépendance américaine puis sera suivie quinze ans plus tard par une autre, encore plus importante, consistant à perfectionner le roller gin, la machine à égrener, ou égreneuse à coton (cotton gin), pour laquelle Éli Whitney a reçu un brevet daté du 14 mars 1794. 